# Кулонж-ле-Саблон
Куло́нж-ле-Сабло́н (фр. Coulonges-les-Sablons) — колишній муніципалітет у Франції, у регіоні Нормандія, департамент Орн. Населення — 420 осіб (2011).
Муніципалітет був розташований на відстані близько 120 км на південний захід від Парижа, 130 км на південний схід від Кана, 60 км на схід від Алансона.

## Історія
До 2015 року муніципалітет перебував у складі регіону Нижня Нормандія. Від 1 січня 2016 року належав до нового об'єднаного регіону Нормандія.
1 січня 2016 року Кулонж-ле-Саблон, Кондо i Конде-сюр-Юїн було об'єднано в новий муніципалітет Саблон-сюр-Юїн.

## Демографія
Динаміка населення (INSEE ):
Розподіл населення за віком та статтю (2006):
| Стать | Всього | До 15 років | 15-24 | 25-44 | 45-64 | 65-85 | Понад 85 |
| --- | ------ | ----------- | ----- | ----- | ----- | ----- | -------- |
| Чоловіки | 192    | 36          | 8     | 72    | 48    | 28    | 0        |
| Жінки | 204    | 40          | 24    | 52    | 44    | 36    | 8        |
| \| Статево-вікова піраміда \| Статево-вікова піраміда \| Статево-вікова піраміда \| \| ----------------------- \| ----------------------- \| ----------------------- \| \| Чоловіки \| Вік \| Жінки \| \| 0 \| 85 + \| 8 \| \| 8 \| 80-84 \| 4 \| \| 12 \| 75-79 \| 16 \| \| 8 \| 70-74 \| 12 \| \| 0 \| 65-69 \| 4 \| \| 12 \| 60-64 \| 16 \| \| 16 \| 55-59 \| 16 \| \| 12 \| 50-54 \| 4 \| \| 8 \| 45-49 \| 8 \| \| 16 \| 40-44 \| 8 \| \| 24 \| 35-39 \| 16 \| \| 24 \| 30-34 \| 16 \| \| 8 \| 25-29 \| 12 \| \| 4 \| 20-24 \| 12 \| \| 4 \| 15-20 \| 12 \| \| 8 \| 10-14 \| 12 \| \| 12 \| 5-9 \| 8 \| \| 16 \| 0-4 \| 20 \| |        |             |       |       |       |       |          |
| Статево-вікова піраміда |        |             |       |       |       |       |          |
| Чоловіки | Вік    | Жінки       |       |       |       |       |          |
| 0 | 85 +   | 8           |       |       |       |       |          |
| 8 | 80-84  | 4           |       |       |       |       |          |
| 12 | 75-79  | 16          |       |       |       |       |          |
| 8 | 70-74  | 12          |       |       |       |       |          |
| 0 | 65-69  | 4           |       |       |       |       |          |
| 12 | 60-64  | 16          |       |       |       |       |          |
| 16 | 55-59  | 16          |       |       |       |       |          |
| 12 | 50-54  | 4           |       |       |       |       |          |
| 8 | 45-49  | 8           |       |       |       |       |          |
| 16 | 40-44  | 8           |       |       |       |       |          |
| 24 | 35-39  | 16          |       |       |       |       |          |
| 24 | 30-34  | 16          |       |       |       |       |          |
| 8 | 25-29  | 12          |       |       |       |       |          |
| 4 | 20-24  | 12          |       |       |       |       |          |
| 4 | 15-20  | 12          |       |       |       |       |          |
| 8 | 10-14  | 12          |       |       |       |       |          |
| 12 | 5-9    | 8           |       |       |       |       |          |
| 16 | 0-4    | 20          |       |       |       |       |          |

## Економіка
2010 року серед 268 осіб працездатного віку (15—64 років) 211 були активними, 57 — неактивними (показник активності 78,7%, у 1999 році було 68,4%). З 211 активних мешканців працювало 188 осіб (100 чоловіків та 88 жінок), безробітними було 23 (14 чоловіків та 9 жінок). Серед 57 неактивних 11 осіб було учнями чи студентами, 34 — пенсіонерами, 12 були неактивними з інших причин.

У 2010 році в муніципалітеті числилось 177 оподаткованих домогосподарств, у яких проживали 404,0 особи, медіана доходів виносила 18 468 євро на одного особоспоживача